# Lizartza
Lizartza (spanisch Lizarza) ist ein Ort und eine Gemeinde (Municipio) in der Provinz Gipuzkoa im spanischen Baskenland. Sie hat 667 Einwohner (Stand: 2024).

## Geografie
Lizartza liegt etwa 22 Kilometer südsüdwestlich von der Provinzhauptstadt Donostia-San Sebastián in einer Höhe von ca. 135 m. 

## Bevölkerungsentwicklung
| 1900 | 1950 | 1970 | 1981 | 1991 | 2001 | 2011 | 2021 |
| ---- | ---- | ---- | ---- | ---- | ---- | ---- | ---- |
| 576  | 692  | 900  | 815  | 697  | 583  | 644  | 625  |

## Sehenswürdigkeiten
- Katharinenkirche (Iglesia de Santa Catalina)

## Persönlichkeiten
- Roberto Bertol (1917–1990), Fußballspieler